# Victoire Tinayre
«  Jules Paty » redirige ici. Pour les autres significations, voir Paty.
Pour les articles homonymes, voir Tinayre.
Victoire Tinayre, née Marguerite Victoire Guerrier le 6 mars 1831 à Issoire et morte le 16 août 1895 à Galluis, est une institutrice, militante de l’Internationale, communarde et autrice.
Passionnée d'enseignement et de pédagogie elle y consacre une grande partie de sa vie, d'abord en tant que directrice de plusieurs établissements, puis en tant qu'inspectrice des écoles de filles du 12e arrondissement sous la Commune, et enfin en tant qu'autrice de biographies destinées aux enfants. Ses écrits sont publiés à son nom mais aussi sous les pseudonymes de Jean Guêtré et de Jules Paty.

## Biographie

### Jeunesse
Marguerite Victoire Guerrier naît le 6 mars 1831 à Issoire dans le Puy-de-Dôme. Issue d'une famille aisée de petits artisans, elle grandit dans un milieu bourgeois et républicain. À la suite de son obtention du brevet élémentaire, elle commence à enseigner à Issoire dans un local que lui prête son père. Cependant, à la suite du coup d'État de Napoléon III en 1851, sa famille tombe en disgrâce, son frère aîné se trouve déporté, et elle est interdite d'exercice.
Elle prépare seule le brevet de capacité, qui lui permettra plus tard de diriger des pensions, et l'obtient le 3 août 1856. À la suite de cela, elle ouvre à Issoire une école libre de jeunes filles. C'est là le début de son engagement, qui va perdurer tout au long de sa vie, pour l'éducation des jeunes filles.
En 1858, elle épouse un clerc de notaire, Jules Tinayre, avec qui elle aura six enfants, dont notamment Louis Tinayre, peintre et illustrateur qui réalisera la couverture de certains de ses écrits, et Julien Tinayre, graveur et époux de la romancière Marcelle Tinayre.
Elle écrit en 1864 ses deux premiers romans, Un rêve de femme et La Marguerite, sous le pseudonyme de Jules Paty,, dans lesquels ses idées sociales commencent à être visibles.

### Paris et la Commune
En 1866 le couple Tinayre, et leurs enfants, s'installent à Paris, 13 rue de Gentilly dans le 13ème arrondissement, un quartier pauvre, dans lequel elle fonde une école professionnelle de jeunes filles. Elle va par la suite diriger, où codiriger, plusieurs pensionnats à Bondy, Noisy-le-Sec ou encore Gentilly.
En 1867, poussée par ses idées socialistes, elle fonde avec son frère, son beau-frère ainsi que des amis, la Société des Équitables de Paris, une coopérative de consommation à l'usage des plus démunis. Elle fait adhérer cette coopérative à L’Internationale ainsi qu'à la Chambre fédérale des Sociétés ouvrières.
Pendant la Commune, elle se voit attribuer le 11 avril 1871 l'inspection générale des livres pour les écoles de jeunes filles,, puis est nommée inspectrice des écoles de filles du 12ème arrondissement. En tant qu'inspectrice des écoles, elle s'attache particulièrement à la laïcisation de celles-ci et participe à l'expulsion des religieuses des établissements scolaires.
Pendant la semaine sanglante elle s'occupe, avec l'aide de son mari, des blessés, allant de barricade en barricade. Elle est cependant arrêtée, en rentrant à son domicile, le 26 mai 1871 sur dénonciation du concierge. Son mari, bien que non partisan de la commune, sera fusillé à sa place en allant prendre de ses nouvelles. Relâchée le lendemain de l’exécution de son mari, elle part pour Genève, accompagnée de ses enfants et de sa sœur Anna,.

### Exil
De Genève, elle part ensuite pour la Hongrie, toujours en compagnie de ses enfants et de sa sœur, en 1873 à Kassa (Košice). En 1874, elle est condamnée par contumace à la déportation dans une enceinte fortifiée pour son rôle d'inspectrice des écoles au sein de la Commune de Paris. Elle et sa famille partent ensuite à Budapest en 1877. Durant son exil, elle exerce en tant que gouvernante, puis préceptrice, auprès d'une famille noble en Hongrie. Elle place aussi ses enfants dans des familles aisées, afin qu'ils puissent avoir une éducation.
Le 16 mars 1879, le Comité central socialiste de secours aux Amnistiés et aux non amnistiés est créé pour promouvoir une amnistie totale et une collecte des fonds pour aider les communards déportés ou interdits de séjour en France. De façon surprenante à l'époque, l’exécutif du comité est ouvert aux femmes et compte Victoire Tinayre ainsi qu'Hubertine Auclert et Marie Manière.
Le 27 novembre 1879 elle bénéficie d'une remise de peine définitive, puis graciée en janvier 1880, elle et sa famille reviennent à Paris.

### Retour à Paris
Rapidement après son retour en France, elle se rapproche des positivistes par l'intermédiaire de Henry Edger, son voisin. Elle coécrit, avec Louise Michel et sous le pseudonyme de Jean Guêtré, le roman La Misère, qui est publié en 1882 et Les Méprisés publié la même année. Cependant leurs divergences d'opinions rendent leur relation conflictuelle et leur collaboration s'arrête à ces deux ouvrages. Devenue positiviste, elle occupe de 1883 à 1885 la direction des écoles enfantines du familistère de Guise. En 1886, avec l'appui du docteur Robinet, lui aussi positiviste, elle devient surveillante générale des écoles de l'assistance publique, et elle entreprend de les laïciser.
Elle tombe malade au début des années 1890 et décède en août 1895.

## Œuvres
- Un rêve de femme, sous le pseudonyme de Jules Paty, impr. de Worms, 1865 (Consultable dans GALLICA : tome 1 & tome 2)
- Alphonse de Lamartine enfant, édition Kéva, 1880
- Les Méprisées, grand roman de mœurs parisiennes, coécrit avec Louise Michel et sous le pseudonyme de Jean Guêtré, édition A. Fayard, 1880 (visible dans Gallica)
- La Misère, coécrit avec Louise Michel et sous le pseudonyme de Jean Guêtré, édition A. Fayard, 1881  (visible dans Gallica)
- Alfred de Musset enfant, édition Ract et Falquet, 1882
- Victor Hugo enfant, édition Kéva, 1882 (visible dans Gallica)
- Manuel de calcul, à l'usage des mères et des maîtresses d'école maternelle, édition P. Guérin, 1884

## Hommage et postérité

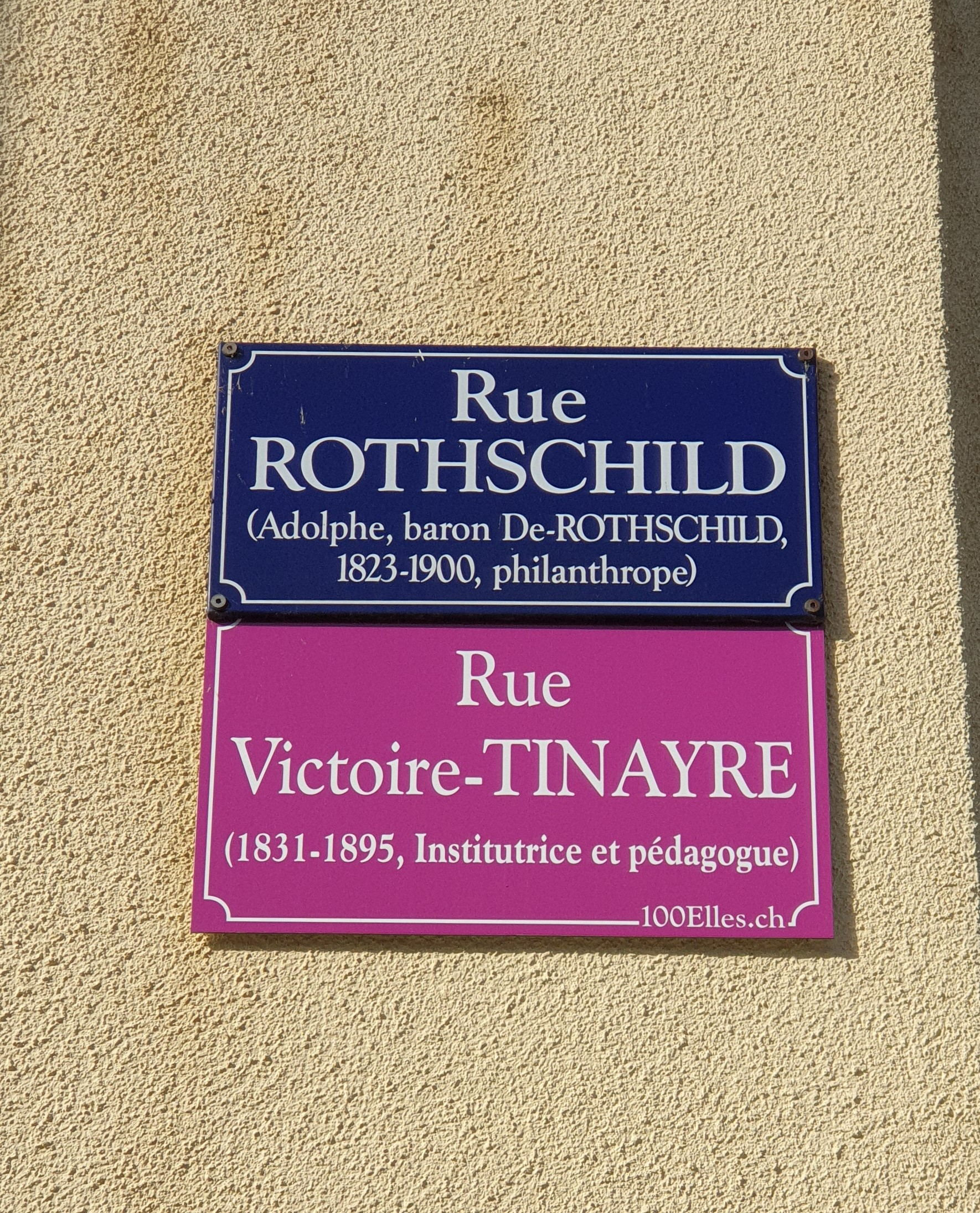
Plaque de rue - Victoire Tynaire - Rue Rothschild - Projet 100elles à Genève en 2019

En 2013, la ville d'Issoire a nommé « rue Victoire-Tinayre » une rue desservant de nouveaux lotissements.
En 2019, à Genève, dans le cadre du projet 100Elles*, l'association l'Escouade renomme temporairement une rue à son nom,,,